# Коньяровце
Коньяровце (словац. Koniarovce) — село, громада округу Топольчани, Нітранський край. Кадастрова площа громади — 3.6 км².
Населення 646 осіб (станом на 31 грудня 2019 року).

## Історія
Коньяровце згадується 1264 року.

## Населення
| Рік:            | 1994. | 2004.   | 2014.   | 2024.   |
| --------------- | ----- | ------- | ------- | ------- |
| Кількість осіб: | 623   | 625     | 648     | 661     |
| Різниця:        |       | +0,32 % | +3,68 % | +2,00 % |

| Рік:            | 2023. | 2024.   |
| --------------- | ----- | ------- |
| Кількість осіб: | 662   | 661     |
| Різниця:        |       | -0,15 % |